# Хуан Чанчжоу
Хуа́н Чанчжо́у (кит. упр. 黄常洲, пиньинь Huáng Chángzhōu; род. 20 августа 1994, Гуанхань, провинция Сычуань, Китай) — китайский легкоатлет, специализирующийся в прыжке в длину. Бронзовый призёр чемпионата мира в помещении 2016 года. Чемпион Азии (2017). Участник летних Олимпийских игр 2016 года.

## Биография
До того, как прийти в лёгкую атлетику, Хуан Чанчжоу занимался баскетболом (в 13 лет его рост был 175 см). Благодаря высоким физическим и координационным способностям, довольно быстро прогрессировал в тройном прыжке и уже к 17 годам входил в национальную сборную.
В 2013 году в Китай приехал известный американский тренер Рэнди Хантингтон, подготовивший рекордсмена мира Майка Пауэлла. В его группу вошли сильнейшие прыгуны страны, среди которых был и Хуан. В результате совместной работы в 2014 году он впервые прыгнул в длину дальше 8 метров — 8,12 м на соревнованиях в Пекине.
Дебютировал за национальную сборную на чемпионате Азии 2015 года, совершив три заступа в квалификации и завершив турнир без результата.
В 2016 году на национальном Гран-при в Нанкине установил личный рекорд 8,19 м. Этот результат ему удалось улучшить три недели спустя на чемпионате мира в помещении: с прыжком на 8,21 м он стал бронзовым призёром турнира.
Участвовал в Олимпийских играх в Рио-де-Жанейро, где занял 11-е место в финале с результатом 7,86 м.
В 2017 году выиграл чемпионат Азии — победным стал прыжок на 8,09 м. Выступление на мировом первенстве месяц спустя оказалось неудачным (24-е место в квалификации), однако завершить сезон удалось ещё одной победой. Хуан Чанчжоу стал лучшим в прыжке в длину на 13-х Всекитайских играх в Тяньцзине с личным рекордом 8,28 м.

## Основные результаты
| Год  | Турнир                          | Место проведения          | Дисциплина | Место        | Результат |
| ---- | ------------------------------- | ------------------------- | ---------- | ------------ | --------- |
| 2013 | Спартакиада народов КНР         | Шэньян, Китай             | длина      | 4-е          | 7,97 м    |
| 2014 | Чемпионат Китая среди студентов | Пекин, Китай              | длина      | 2-е          | 8,12 м    |
| 2014 | Чемпионат Китая                 | Сучжоу, Китай             | длина      | 4-е          | 7,79 м    |
| 2015 | Чемпионат Азии                  | Ухань, Китай              | длина      | — (квал.)    | NM        |
| 2015 | Чемпионат Китая                 | Сучжоу, Китай             | длина      | 4-е          | 7,75 м    |
| 2016 | Чемпионат Азии в помещении      | Доха, Катар               | длина      | 5-е          | 7,81 м    |
| 2016 | Чемпионат мира в помещении      | Портленд, США             | длина      | 3-е          | 8,21 м    |
| 2016 | Олимпийские игры                | Рио-де-Жанейро, Бразилия  | длина      | 11-е         | 7,86 м    |
| 2017 | Чемпионат Азии                  | Бхубанешвар, Индия        | длина      | 1-е          | 8,09 м    |
| 2017 | Чемпионат мира                  | Лондон, Великобритания    | длина      | 24-е (квал.) | 7,70 м    |
| 2017 | Спартакиада народов КНР         | Тяньцзинь, Китай          | длина      | 1-е          | 8,28 м    |
| 2018 | Чемпионат мира в помещении      | Бирмингем, Великобритания | длина      | 10-е         | 7,75 м    |
| 2018 | Кубок мира                      | Лондон, Великобритания    | длина      | 5-е          | 8,01 м    |
| 2018 | Мировой класс в Цюрихе          | Цюрих, Швейцария          | длина      | 8-е          | 7,94 м    |
| 2018 | Чемпионат Китая                 | Тайюань, Китай            | длина      | 2-е          | 7,79 м    |
| 2019 | Чемпионат Азии                  | Доха, Катар               | длина      | 3-е          | 7,97 м    |
| 2019 | Чемпионат Китая                 | Шэньян, Китай             | длина      | 1-е          | 8,15 м    |
| 2019 | Чемпионат мира                  | Доха, Катар               | длина      | 16-е (квал.) | 7,81 м    |
| 2019 | Всемирные военные игры          | Ухань, Китай              | длина      | 2-е          | 8,12 м    |
| 2020 | Чемпионат Испании в помещении   | Оренсе, Испания           | длина      | 5-е          | 7,68 м    |
| 2020 | Чемпионат Китая                 | Шаосин, Китай             | длина      | 2-е          | 8,33 м    |
| 2021 | Чемпионат Китая                 | Шанъюй, Китай             | длина      | 1-е          | 8,19 м    |
| 2021 | Олимпийские игры                | Токио, Япония             | длина      | 10-е         | 7,72 м    |
| 2021 | Спартакиада народов КНР         | Сиань, Китай              | длина      | 2-е          | 8,21 м    |
| 2022 | Чемпионат Испании в помещении   | Оренсе, Испания           | длина      | 2-е          | 7,90 м    |
| 2022 | Чемпионат мира                  | Юджин, США                | длина      | 22-е (квал.) | 7,75 м    |
| 2023 | Чемпионат Китая                 | Шэньян, Китай             | длина      | 4-е          | 7,98 м    |
| 2024 | Чемпионат Китая в помещении     | Тяньцзинь, Китай          | длина      | 2-е          | 8,11 м    |